# 2013年库尔勒袭击事件
2013年库尔勒袭击事件是指2013年3月7日下午发生在新疆南部巴音郭楞蒙古自治州首府库尔勒市的一起持刀杀人案。
3月7日下午2时许，库尔勒市发生维吾尔族人持长匕首杀人案，共造成4人死亡，8人受伤，这一消息亦得到新疆维吾尔自治区政府发言人侯汉敏证实。另据消息，当时在库尔勒市繁华的商业中心金三角商业街一个酒吧内发生严重斗殴事件，数名维吾尔族青年持刀杀死一名汉族男子，重伤两名汉族女子。